# Imara catharina
Imara catharina är en fjärilsart som beskrevs av Preiss 1899. Imara catharina ingår i släktet Imara och familjen Castniidae. Inga underarter finns listade i Catalogue of Life.